# Augusts Kepke
Augusts Kepke (russisch Август Кепке; deutsch: August Köpke; * 6. Januar 1886 in Riga; † unbekannt) war ein lettischer Radrennfahrer.

## Sportliche Laufbahn
Kepke nahm an den Olympischen Sommerspielen 1912 in Stockholm für Russland teil. Bei den Spielen schied er beim Sieg von Rudolph Lewis im olympischen Einzelzeitfahren aus. Die russische Mannschaft kam nicht in die Mannschaftswertung.

## Familiäres
Sein Bruder Kārlis Kepke war ebenfalls Radrennfahrer und Teilnehmer der Olympischen Spiele 1912. 